# La Baule-Escoublac
La Baule-Escoublac (in bretone Ar Baol-Skoubleg) è un comune francese di 16 828 abitanti situato nel dipartimento della Loira Atlantica nella regione dei Paesi della Loira.
Si tratta di un noto luogo di villeggiatura balneare e sotto questo aspetto viene citato nel libro Maigret e l'uomo solitario di Georges Simenon. Citato anche nel romanzo Maigret e le persone perbene sempre di Simenon, la vittima e la sua famiglia vi possedevano una casa di villeggiatura.

## Simboli
Lo stemma attualmente in uso è stato adottato il 20 gennaio 1996.
Le onde richiamano l'Oceano Atlantico, la spiaggia di La Baule e le dune di Escoublac.

Stemma in uso dal 1951 al 1996

In precedenza, il comune aveva adottato il 20 gennaio 1951, un emblema leggermente differente: d'azzurro, alla campagna ondata d'oro, sormontata da un'ombra di sole dello stesso; al capo d'armellino.

## Società

### Evoluzione demografica
Abitanti censiti

## Amministrazione

### Gemellaggi
- Homburg, dal 1984
- Inverness